# N'Dama

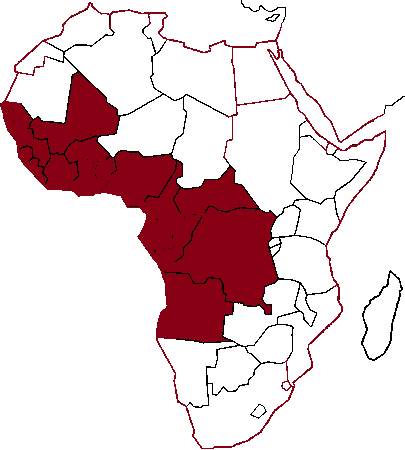
Verspreiding van N'dama-runderen in Afrika

N'Dama is een rundveeras uit West-Afrika. Andere namen voor dit ras zijn Boenca of Boyenca (in Guinee-Bissau), Fouta Jallon, Fouta Longhorn, Fouta Malinke, Futa, Malinke of Mandingo (in Liberia) en N'Dama Petite (in Senegal). Ze komen oorspronkelijk uit de hooglanden van Guinee en leven verspreid over het zuiden van Senegal, Guinee-Bissau, Gambia, Mali, Ivoorkust, Liberia, Nigeria en Sierra Leone. Ze zijn trypanotolerant, waardoor ze in gebieden met tseetseevliegen kunnen overleven. Ze vertonen ook een superieure weerstand tegen teken en rode lebmaagwormen. 
Er zijn wereldwijd zo'n 9 miljoen N'dama-runderen.